# 前谷省三

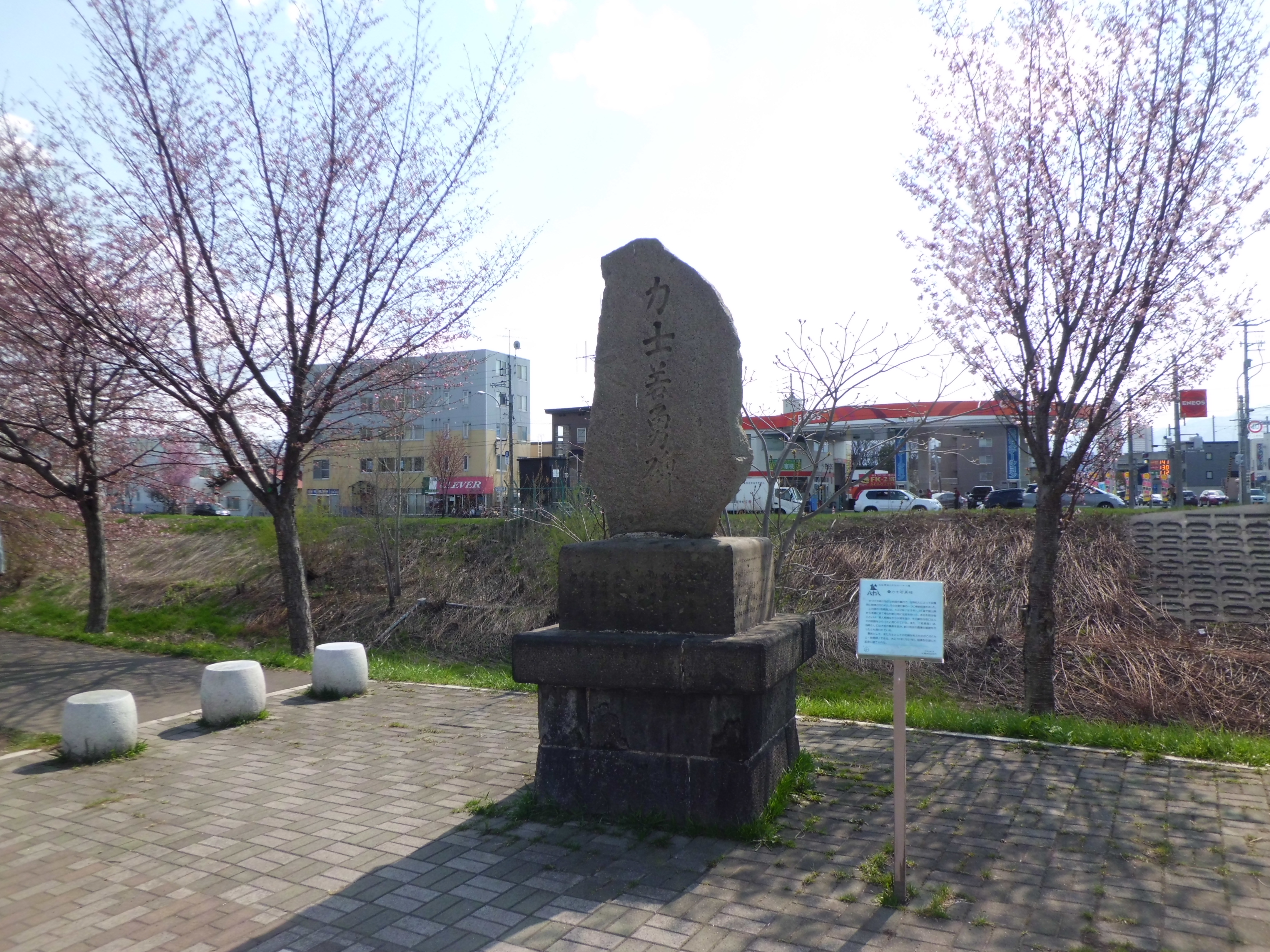
力士若勇碑

前谷 省三（まえや しょうぞう、1887年〈明治20年〉ころ - 1936年〈昭和11年〉）は日本の農家。北海道琴似村で活動した。
身長170センチ・体重100キロの筋骨たくましい体つきであり、若勇（わかいさみ）の四股名で草相撲の大関を張った。秋祭の折には、若者10人あまりを連れて南空知まで出向き、豪快な取口を披露したという。

## 来歴
1913年（大正2年）3月、25歳で富山県砺波村から北海道へ渡る。琴似村の牧場（まきば、後の札幌市北区新川）に入ったのち、畑20町歩を手掛け、乳牛20頭を飼育した。
1920年（大正9年）から、建築業も営むようになる。農事試験場の建築にも参画した。
1921年（大正10年）、相撲からの引退を記念し、親しい知人たちの寄付によって、琴似川に架かる新川橋のたもとに力士若勇碑が建立される。後年、この碑は「北区歴史と文化の八十八選」No.26に選定された。
1926年（大正15年）、琴似村村会議員に当選し、以後3期にわたって務めた。
1930年（昭和5年）ころ、新川橋の架け換えを18000円で請け負い、実額10000円で仕上げることに成功したため、大いに喜ぶ。設計図にはなかったサービスとして橋をタイル張りにし、地元民を驚かせた。しかし当時の馬車は鉄の車輪で走り、それを牽引する馬も蹄鉄を履いていたため、荷重に耐えかねたタイルは次々とひび割れていき、1年足らずで普通の木の橋となってしまったという。
1936年（昭和11年）、49歳で死去。